# Candidature de Lyon pour l'organisation des Jeux olympiques d'été de 1968

Logo de la candidature.

La ville de Lyon est, de 1961 à 1963, candidate pour l'accueil des Jeux olympiques d'été de 1968. C'est la troisième candidature pour la capitale des Gaules, qui échoue lors du vote, qui voit la victoire de Mexico,,,.

## Historique
Après les Jeux de 1924 à Paris, la France souhaite de nouveau accueillir cet événement. La ville de Lyon avait tenté par deux fois de postuler pour les Jeux : en 1920, mais le maire de la ville, Édouard Herriot, retira la candidature en faveur de celle d'Anvers, et en 1924, mais Pierre de Coubertin proposa Paris.
Le projet est envisagé dès 1958, à l'époque où le maire Louis Pradel et son adjoint aux sports Tony Bertrand préparent un grand plan de construction d'équipements sportifs pour que la ville ait la réputation d'être la mieux équipée de France. 
La candidature est annoncée le 20 janvier 1961 par le préfet du Rhône, Roger Ricard. Elle doit cependant se confronter à celle de Paris. Le 27 novembre 1962, le Comité olympique français choisit Lyon pour représenter la France, par 19 voix contre 5 à la capitale,.
Dès le début, la candidature est placée sous le signe des Jeux simples et purs, loin du gigantisme naissant, en insistant sur les projets culturels.
Le choix de la ville-hôte a lieu le 18 octobre 1963 lors de la 60e session du CIO à Baden-Baden. La délégation est composée de Louis Pradel, Tony Bertrand, Félix Rollet, Charles Béraudier, Jean Mercier et Charles Delfante ainsi que de quatre grands chefs gastronomiques : Paul Bocuse, Gérard Nandron, Roger Roucou et Jean Vettard. La principale personnalité à être restée à Lyon est Étienne Gagnaire, le maire de Villeurbanne.
La ville est éliminée lors de l'unique tour de vote, en terminant en troisième position, derrière Détroit et Mexico. Des accusations sont portées sur le comportement de certaines villes, qui n'auraient pas hésité à offrir des cadeaux au CIO. Du côté lyonnais, les reproches se portent sur la stratégie de campagne, l'accent a été mis sur la gastronomie et la culture alors que les championnats de hockey sur gazon organisés dix jours plus tôt avaient connu une fréquentation mitigée.

## Projet
Le projet intègre un volet culturel à la manifestation : concerts lyriques au Parc de la Tête d'Or et au théâtre de Fourvière, pièces de théâtre au Théâtre des Célestins, expositions d'art et conférences sur le thème de l'humanisme, lecture d'extraits de différents ouvrages d'Édouard Herriot par la Comédie de Lyon ainsi que la création d'un musée du sport avec les pièces rassemblées depuis Coubertin à la Villa de Mon-Repos à Lausanne.

### Sites prévus
Les aménagements prévoient que le cœur névralgique des Jeux se situe à Gerland dans un espace de cent hectares (probablement le parc olympique) rebaptisés pour l'occasion « Pierre-de-Coubertin ». Pour relier les différents sites, il est prévu que les athlètes puissent emprunter des navettes fluviales.
- Stade de Gerland : capacité portée à 95 000 places, pour l'athlétisme et les cérémonies.
- Centre nautique du Rhône : natation.
- Palais de la Foire : boxe.
- Vélodrome de la Tête d'Or : cyclisme.
- Palais de Glace : haltérophilie et gymnastique.
- Parc de Parilly : équitation et pentathlon moderne.
- Théâtre antique de Fourvière : lutte gréco-romaine.
- Sont également prévus la construction de trois autres stades secondaires, une plaine de jeux de 25 hectares, les aménagements pour les épreuves  d'aviron et le village olympique destiné à recevoir vingt mille personnes (sportifs, dirigeants et techniciens), dans lequel des petits commerces et des espaces culturels sont imaginés.
- Il est aussi prévu des épreuves en dehors de Lyon :
  - La Valbonne (probablement au camp éponyme) : tir ;
  - Le Grand Large (même si le lac du Bourget et le lac d'Annecy sont aussi envisagés) : voile.

## Postérité
Les Jeux olympiques d'hiver de 1968 se déroulent à Grenoble, dont l'élection avait eu lieu au début de 1963. Le relais de la flamme olympique fait de Lyon une ville-étape, les 29 et 30 décembre 1967.
En 1995, la ville de Lyon, associée à la région Rhône-Alpes, envisage une nouvelle candidature, sous l'appui de Raymond Barre, pour les Jeux de 2004. Mais c'est la ville de Lille, poussée par Pierre Mauroy, qui est choisie par le CNOSF pour représenter la France, candidature qui échoue elle-même deux ans plus tard.
Néanmoins, la ville est aussi incluse dans les projets de candidatures parisiennes de 1992, 2008, 2012 et 2024 ainsi que la candidature lilloise de 2004, pour accueillir des matchs du tournoi de football au stade de Gerland, sauf pour 2024 où les matchs sont joués au plus récent Parc Olympique lyonnais.